# Alberto D'Amico
Alberto D'Amico (Venezia, 29 ottobre 1943 – Santiago di Cuba, 19 giugno 2020) è stato un cantautore italiano, la cui opera è incentrata nella diffusione di una cultura veneziana popolare, contrapposta ai luoghi comuni della Venezia turistica.

## Biografia
Alberto D'Amico nasce a Venezia nell'ottobre del 1943 da una famiglia originaria della Sicilia. Nel 1964 entra a far parte del Nuovo Canzoniere Italiano, un gruppo di artisti che si occupa di ricerca e recupero delle tradizioni musicali popolari e anche della produzione di nuove canzoni popolari con tematiche sociali. Con questo sodalizio partecipa alla realizzazione di spettacoli come Tera e acqua, Gorizia, una guerra e La grande paura. Settembre 1920, da cui viene prodotto il disco Le canzoni de 'La grande paura' - Settembre 1920 - L'occupazione delle fabbriche, split con il Collettivo Teatrale di Parma, nel 1970.
Assieme a Luisa Ronchini e Gualtiero Bertelli mette in piedi il Canzoniere Popolare Veneto, con il quale fa riscoprire il patrimonio delle canzoni popolari e dei canti di lavoro di Venezia e della sua laguna, e, con le sue nuove produzioni, canta le lotte operaie di fine anni sessanta e le trasformazioni sociali del veneziano e della città lagunare. I questi anni, oltre ai lavori pubblicati con il collettivo, escono i suoi primi lavori da solista. Nel 1966 si iscrive al PCI, in cui si occupa di iniziative culturali.
Nel 1986 D'Amico e la Ronchini, utilizzando il nome d'arte di Osvaldo e Vincenza, incidono una musicassetta di quattro brani a tema umoristico e anticlericale per la radio libera Radio Gamma 5 di Cadoneghe, che l'emittente radiofonica del padovano distribuisce nel negozio annesso alla radio e trasmette dalle proprie frequenze.
Professore statale in pensione, dopo essersi trasferito a Santiago di Cuba, nel 2005 pubblica, dopo quindici anni di silenzio, il suo quinto album solista Flores - Un veneziano a Cuba.

## Discografia

### Discografia solista

#### Album
- 1970 - Le canzoni de 'La grande paura' - Settembre 1920 - L'occupazione delle fabbriche (split con il Collettivo Teatrale Di Parma)
- 1973 - Ariva i barbari
- 1979 - So' nato scorpion
- 1986 - Aneme
- 2005 - Flores - Un veneziano a Cuba

#### EP
- 1968 - Il mio partito saluta Mosca

### Discografia con il Canzoniere Popolare Veneto

#### Album
- 1975 - El miracolo roverso
- 1977 - L'aria